# Кабра (Дун-Лэаре-Ратдаун)

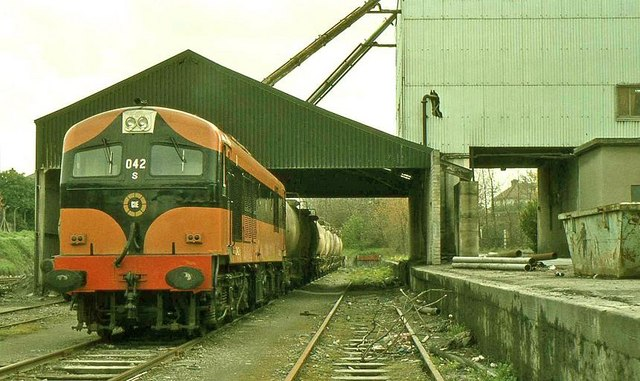

Кабра (Кобра; англ. Cabra; ирл. Cabrach) — пригород в Ирландии, находится в графстве Дун-Лэаре-Ратдаун (провинция Ленстер). Население — 22 740 человек (2002, перепись).